# Bureau of American Ethnology
Le Bureau of American Ethnology (ou BAE, à l'origine, Bureau of Ethnology) a été créé en 1879 par un acte du Congrès, dans le but de transférer des archives, des documents et matériaux relatifs aux Indiens d'Amérique du Nord du Département de l'intérieur vers la Smithsonian Institution. Mais dès le départ visionnaire, le directeur fondateur du bureau, John Wesley Powell, promut une mission plus large: « organiser la recherche anthropologique en Amérique ». Sous Powell, le bureau organisa des projets pluriannuels à forte intensité de recherche; recherche de terrain ethnographique, archéologique et linguistique parrainée; lança des séries de publications (notamment ses rapports annuels et ses bulletins); et promut la discipline naissante de l'anthropologie. Il prépara des démonstartions pour des expositions et collecta des artefacts anthropologiques pour le Smithsonian United States National Museum. En outre, le BAE fut le dépositaire officiel des documents concernant les Amérindiens, recueillis par les diverses études géologiques américaines, en particulier le Geographical and Geological Survey of the Rocky Mountain Region et le Geological Survey of the Territories (en). Il développa un répertoire de manuscrits, une bibliothèque et une section d'illustrations qui comprenait des travaux photographiques et la collection de photographies.
En 1897, le nom du Bureau of Ethnology changea en Bureau of American Ethnology (BAE) pour souligner la limite géographique de ses intérêts, bien que son personnel brièvement mena des recherches sur les possessions américaines telles que Hawaï et les Philippines. En 1965, le BAE fusionna avec le Smithsonian's Department of Anthropology pour former le Smithsonian Office of Anthropology, au sein du United States National Museum (maintenant le Department of Anthropology, National Museum of Natural History ). En 1968, les archives SOA devinrent les National Anthropological Archives (en).

## Recherche
Le personnel du BAE comprenait certains des premiers anthropologues américains de terrain, notamment Frank Hamilton Cushing, James Owen Dorsey, Jesse Walter Fewkes, Alice Cunningham Fletcher, John NB Hewitt, Francis LaFlesche, Cosmos (en) et Victor Mindeleff, James Mooney (en), William Henry Holmes (en), Edward Palmer, James Stevenson (en) et Matilda Coxe Stevenson. Au XXe siècle, le personnel du BAE comprenait des anthropologues tels que John Peabody Harrington (en) (un linguiste qui passa plus de 40 ans à documenter les langues en danger), Matthew Stirling et William C. Sturtevant (en). Le BAE soutint les travaux de nombreux chercheurs non Smithsoniens (connus sous le nom de collaborateurs), notamment Franz Boas, Frances Densmore, Garrick Mallery (en), Washington Matthews (en), Paul Radin, Cyrus Thomas et T.T. Waterman.
Le BAE avait trois sous-unités: le Mounds Survey (1882–1895); l'Institute of Social Anthropology (1943–1952) et le River Basin Surveys (1946–1969).

### Relevé des Buttes
Au moment de la fondation du BAE, il y avait une vive controverse sur l'identité des Mound Builders, le terme désignant le peuple préhistorique qui avait construit des buttes en terrassement complexes et monumentales. Les archéologues, amateurs et professionnels, étaient divisés entre l'idée que les monticules avaient été construits par des groupes de personnes de passage qui s'étaient installés ailleurs dans divers endroits, ou celle qu'ils avaient pu être construits par des Amérindiens. Cyrus Thomas, le chef de la Division de l'exploration des mounds, finalement publia ses conclusions sur l'origine des buttes dans le Annual Report of 1894 du Bureau. C'est considéré comme le dernier mot sur la controverse de l'identité des Mound builders. Après la publication de Thomas, les chercheurs généralement admirent que les différentes cultures des peuples autochtones préhistoriques, les Amérindiens, étaient les Mound builders.